# 스톰프론트 스튜디오
스톰프론트 스튜디오 주식회사(Stormfront Studios, Inc)는 미국 캘리포니아주 샌라파엘에 본사를 두었었던 비디오 게임 개발사이다. 2007년에 회사는 50명 이상의 개발자가 두 팀으로 나누어 작업하고 모든 독점 엔진, 도구 및 기술을 소유했으며, 2007년 말 기준으로 스톰프론트 스튜디오에서 개발한 게임은 1,400만 개 이상이 판매되었다. 그러나 2008년 3월 31일 스톰프론트 스튜디오의 배급사였던 시에라 엔터테인먼트 해체되면서 스톰프론트 스튜디오도 해체되었다.
스톰프론트 스튜디오는 게임 디벨로퍼스 초이스 어워드, 인터랙티브 예술 및 과학 아카데미, IGDA 게임 개발사 초이스 어워드 등 여러 가지 잡지와 웹사이트에서 주요 상과 수상 후보로 지명되었다.